# Biluska Annamária
Biluska Annamária (Kolozsvár, 1941. június 3. –) erdélyi magyar színésznő, Jánosházy György felesége.

## Életpályája
1963-ban végzett a marosvásárhelyi Szentgyörgyi István Színművészeti Intézetben. Egy évig a sepsiszentgyörgyi színház tagja, 1964–1973 között Nagyváradon, majd 1973–1978 között Kecskeméten játszott. 1978-tól a Marosvásárhelyi Nemzeti Színház művésze. 1992-től a Gruppen-hecc kabarétársulat tagja is.
Alakításait nagyfokú játékosság, könnyedség jellemzi, csupa kedély, vérbő színésznő.

## Főbb szerepei
- Carol (Tennessee Williams: Orpheusz alászáll)
- az iker Dromio (William Shakespeare: Tévedések vígjátéka)
- Mina néni (Móricz Zsigmond: Nem élhetek muzsikaszó nélkül)
- Ilma (Vörösmarty Mihály: Csongor és Tünde)
- Násztya (Makszim Gorkij:Éjjeli menedékhely)
- Steinné (Krúdy Gyula: A vörös postakocsi
- Dada (William Shakespeare: Rómeó és Júlia).
- Warenné (George Bernard Shaw: Warenné mestersége)
- Peacockné (Bertolt Brecht: Koldusopera)
- Bíróné (Móricz Zsigmond: Sári bíró)
- Ghertruda és Susanna kettős szerep (Carlo Goldoni-Kiss Csaba: A legyező)
- Elena Ceaușescu (Rom-Mánia című magyar játékfilm)

## Díjai
- Poór Lili-díj, 2006[4]